# Platycnemis foliosa
Platycnemis foliosa är en trollsländeart som beskrevs av Navás 1932. Platycnemis foliosa ingår i släktet Platycnemis och familjen flodflicksländor. Inga underarter finns listade i Catalogue of Life.